# 엠마 피어슨
엠마 피어슨(Emma Pierson, 1981년 4월 30일 ~ )은 영국의 배우, 영화배우이다.
플리머스에서 태어났다.

## 방송
- 선트랩
- 업 디 위민 시즌2
- 업 디 위민 시즌1
- 호텔 바빌론 4
- 리틀 도릿

## 영화
- 선트랩 (2015년)
- 앱솔루틀리 애니씽 (2015년) - 미스 프링글 역
- 바비 인 어 머메이드 테일 (2010년) - 카일 (목소리) 역
- 리틀 도릿 (2008년)
- 호텔 바빌론 (2006년)
- 성자의 삶 (2006년)
- 라이어트 앳 더 라이트 (2005년)
- 로빈슨 가족 (2002년)